# Acicnemis azumai
Acicnemis azumai es una especie de gorgojo o picudo, descrito por Yutaka Morimoto y Miyakawa en 1995. Pertenece al género Acicnemis y a la familia Curculionidae. Habita en Corea del Sur.